# Wuling Starlight
Wuling Starlight (кит. трад. 五菱星光, пиньинь Wǔlíng Xingguang) — среднеразмерный седан, выпускающийся с 2023 года подразделением SAIC-GM-Wuling (SGMW).

## Описание
Wuling Starlight, представленный в августе 2023 года, является первым среднеразмерным автомобилем подразделения SAIC-GM-Wuling (SGMW). Его задняя часть украшена крупной, арочной подсветкой, при этом стилистика передней части зависела от приводного варианта — базовая модель получила двухрядные фары с характерным мотивом бумеранга в верхнем абажуре.
Салон имеет светлые тона, с акцентом на обеспечение как можно большего количества отсеков для хранения вещей и свободных мест. На центральной консоли доминирует большой сенсорный экран, предназначенный для управления наиболее важными функциями автомобиля. Вентиляционные отверстия расположены внизу, прямо на краю центрального тоннеля. Автомобиль может вместить 33 литра багажа в 14 различных отсеках в салоне.
Starlight создавался для внутреннего китайского рынка, где он официально дебютировал осенью 2023 года. Цена составляет от 150 000 юаней.

## Starlight PHEV
Starlight PHEV является гибридной версией Starlight. Автомобиль имеет другой дизайн передней части со скрытым в конструкции кузова воздухозаборником, более вертикально срезанный бампер и другую форму верхнего ряда светодиодной подсветки. Гибридная силовая установка состоит из 1,5-литрового бензинового двигателя мощностью 106 л. с., а максимальная скорость ограничена до 150 км/ч.

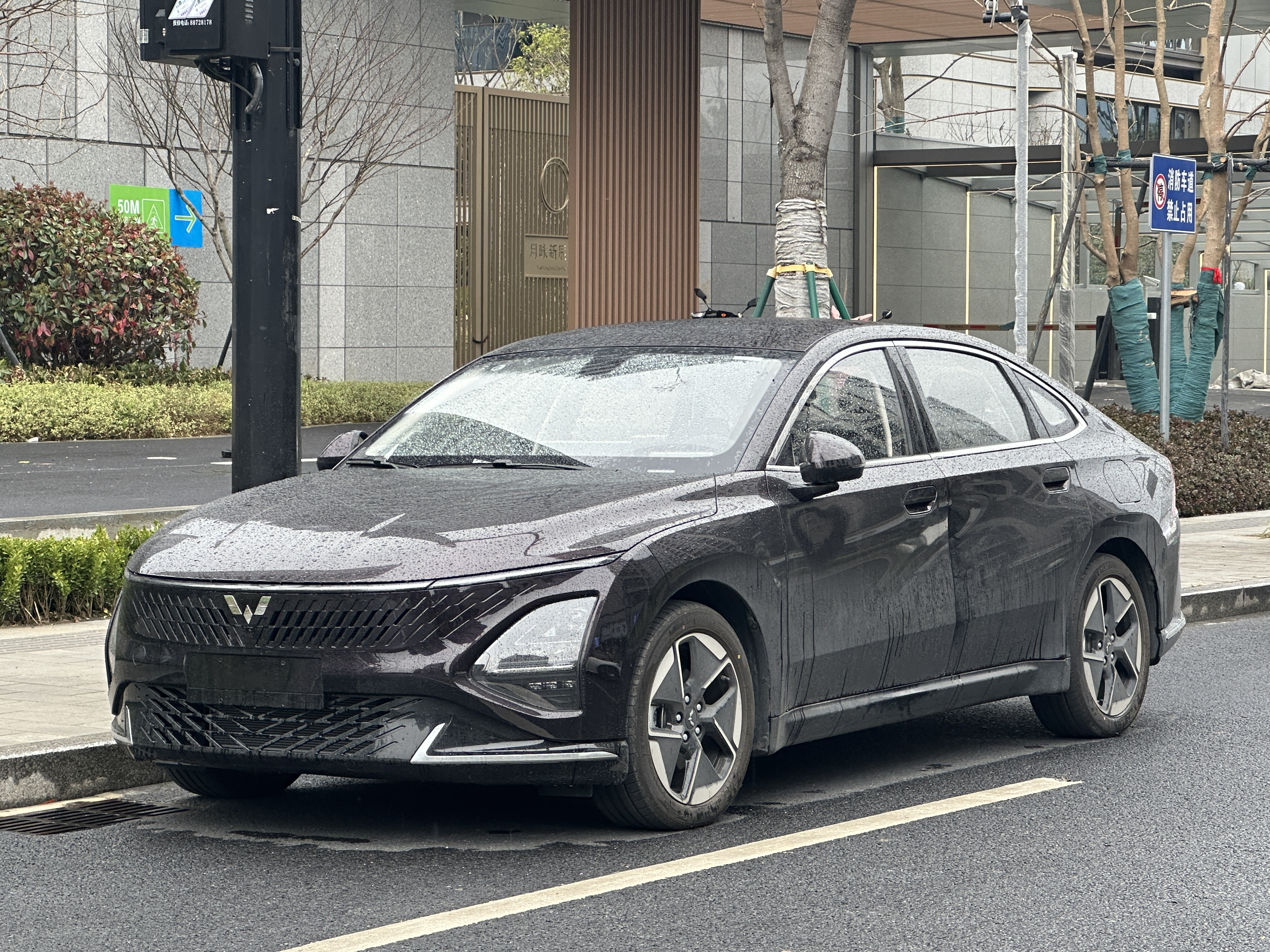
Вид спереди
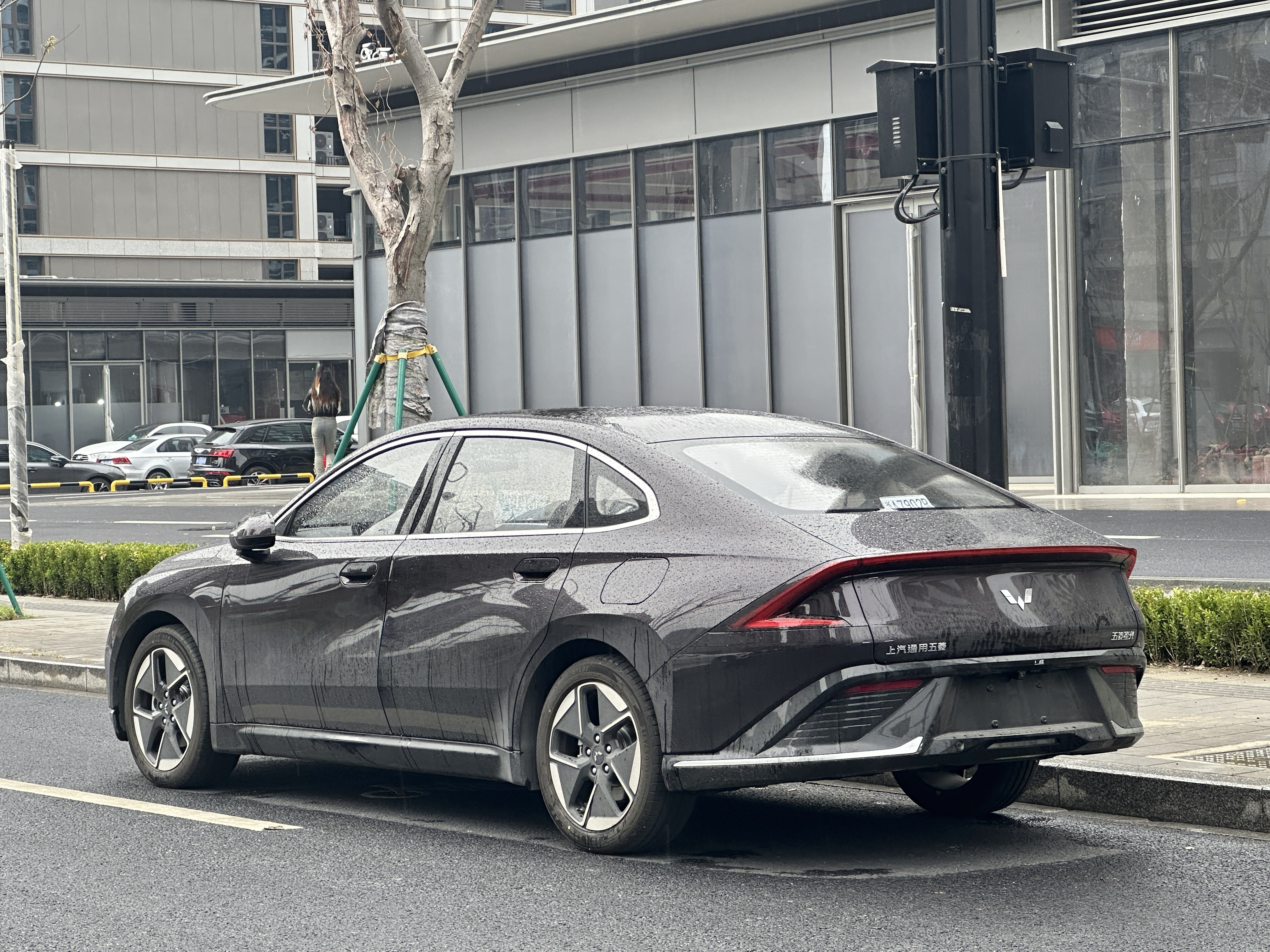
Вид сзади

## Starlight BEV
Полностью электрическая версия Starlight оснащена электродвигателем мощностью 100 кВт (134 л. с.) и литий-железо-фосфатным аккумулятором ёмкостью 41,9 кВт⋅ч (с запасом хода 410 км по циклу CLTC) или 54,3 кВт⋅ч (с запасом хода 510 км по циклу CLTC). Максимальная скорость ограничена до 150 км/ч.

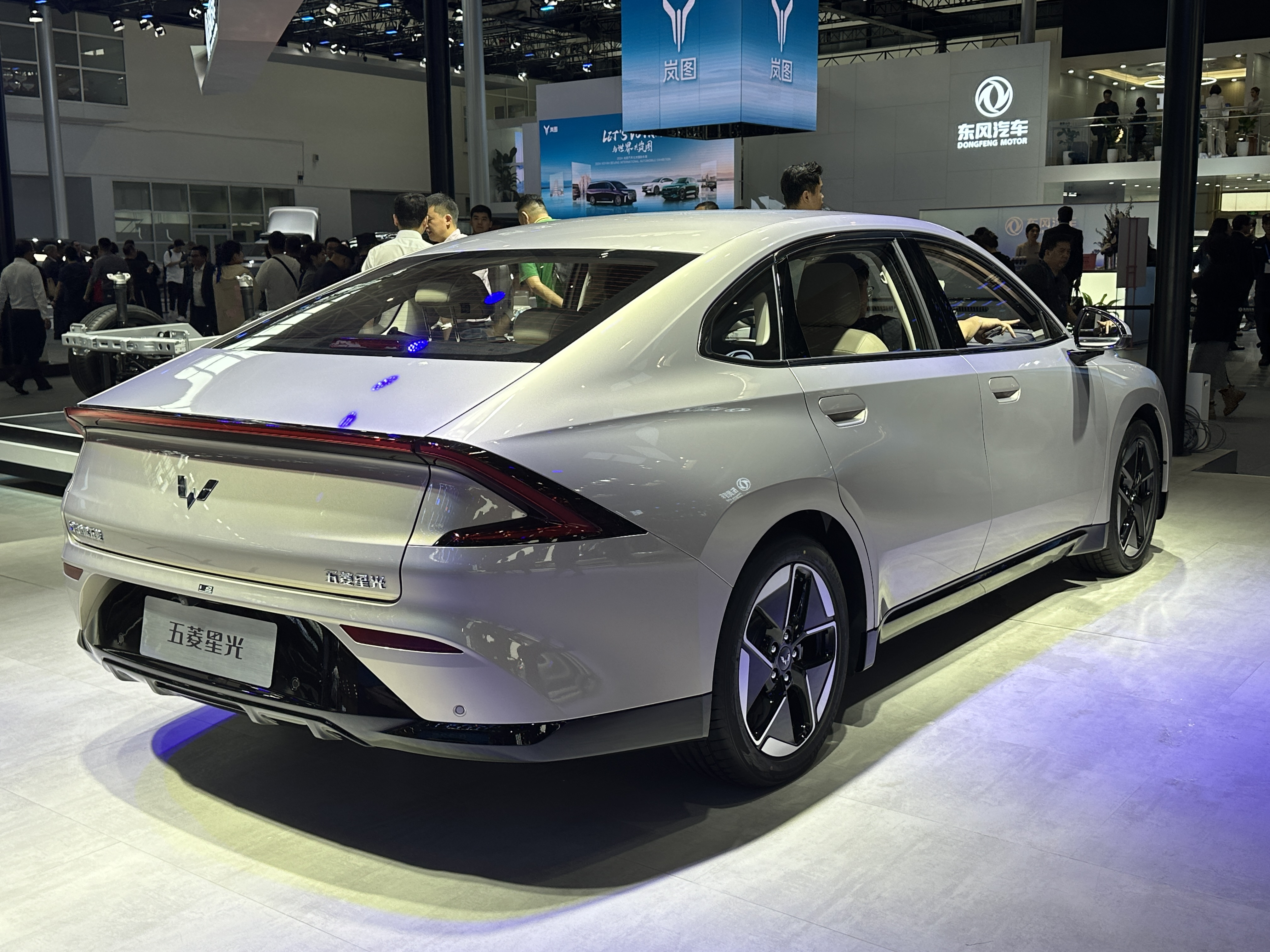
Вид сзади
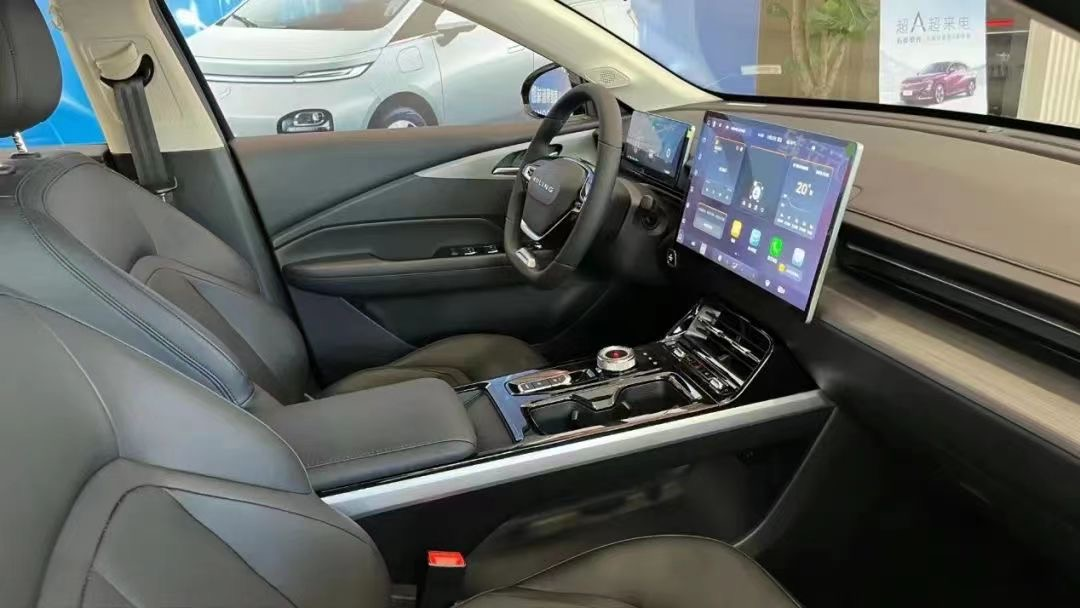
Интерьер